# Antonomază
Termenul „antonomază” aparține la origine retoricii, apoi s-a încetățenit în stilistică, și este de asemenea folosit în lingvistică. Desemnează, în sensul său originar și general, o figură de stil prin care se folosește un substantiv comun în locul unui substantiv propriu, sau invers, un substantiv propriu în locul unuia comun. Unii autori consideră antonomază și folosirea unei perifraze în locul unui substantiv propriu.
Pe lângă celelalte figuri de stil, și antonomaza a fost practicată încă din Antichitate, în discursuri, opere literare și alte diverse scrieri. Însuși termenul provine din limba greacă veche (ἀντονομασία antonomasia, de la verbul ἀντονομάζειν, antonomazein „a numi cu un nume diferit”). Și în prezent antonomaza este foarte productivă, cu deosebire în presă.

## Categorii de antonomaze
Antonomazele se deosebesc în primul rând după caracterul comun sau propriu al substantivelor care le constituie. Exemple cu substantiv comun în loc de substantiv propriu sunt fr  l’Orateur „Oratorul” pentru Cicero sau en  the Almighty „Atotputernicul” pentru Dumnezeu. Ca perifrază folosită în locul unui substantiv propriu se poate aminti fr  le vainqueur de Darius „învingătorul lui Darius” pentru Alexandru Macedon sau en  the eternal city „cetatea eternă” pentru Roma.
Un substantiv propriu poate înlocui ca antonomază un substantiv comun, dar și un alt substantiv propriu. De pildă se poate spune fr  Cette femme / Marie est une Pénélope „Femeia aceasta / Marie e o Penelopă sau, într-o perifrază, en  the Paris of de West „Parisul vestului” pentru San Francisco.
Din punctul de vedere al relației cu alte figuri de stil, există de asemenea două categorii de antonomaze. Unele pot fi considerate drept constituente ale unei subclase a metonimiei, adică metonimii care implică un substantiv propriu, bunăoară un Picasso pentru un tablou al lui Picasso. Alte antonomaze se apropie de metaforă, de pildă un Attila pentru șobolani, fiind vorba de o pisică.

## Semantismul antonomazei
Substantivul propriu în sine nu are sens lexical, dar ca antonomază dobândește un sens noțional și stabilește o categorie, în urma intrării sale într-un proces de lexicalizare, adică de trecere în clasa substantivelor comune. Acest proces este treptat, de la un stadiu în care sensul său este strâns legat de substantivul propriu originar până la dispariția acestei legături din conștiința utilizatorilor.
Gradul de lexicalizare a substantivului propriu depinde și de caracterul metaforic sau metonimic al antonomazei. Cel folosit metaforic nu-și pierde niciodată statutul de substantiv propriu, dar dobândește un sens special, bogat, care conține tot ceea ce semnifică acesta în conștiința utilizatorilor. De exemplu, în fraza fr  Un virtuose viennois n’est pas du voyage : Mathias Sindelar, le « Mozart du football », a été éconduit „Un virtuoz vienez nu participă la călătorie: Mathias Sindelar, «Mozartul fotbalului», a fost refuzat”, numele propriu „Mozart” semnifică virtuozitatea și reprezintă o întreagă categorie de indivizi care au această calitate.
În schimb numele proprii devenite nume comune prin procedeul antonomazei metonimice pot fi complet lexicalizate, pierzând orice legătură cu numele proprii originare. De exemplu, un vorbitor oarecare al limbii franceze poate să nu știe că renard „vulpoi” este la origine numele propriu Renart al vulpoiului personaj al Romanului lui Renart din Evul Mediu, care a înlocuit substantivul goupil „vulpoi” din franceza veche. Este și cazul a numeroase obiecte și produse al căror nume comun provine din nume proprii de persoane, toponime sau denumiri comerciale: ro  drujbă (nume uzual al fierăstrăului mecanic manual, de la denumirea comercială Družba, fr  poubelle „pubelă” (de la Eugène René Poubelle (1831-1907), prefect al Parisului care a introdus obiectul în uz), camembert (de la Camembert, localitate unde se produce brânza respectivă),en , fr  jersey (țesătură al cărei nume vine de la cel al insulei Jersey, sandwich „sandvici” (de la al IV-lea lord de Sandwich, presupusul inventator al produsului).
Sensul antonomazei substantiv comun și cel al antonomazei substantiv propriu metaforică depinde strict de contextul situațional al comunicării, în special de componenta culturală a acestuia. Într-adevăr, o asemenea antonomază are sens numai pentru un receptor al mesajului care deține aceeași informație ca emițătorul mesajului despre numele propriu pe care îl implică antonomaza. În acest sens, o antonomază poate fi efemeră, adică să aibă sens numai într-o anumită epocă istorică. De pildă, când în Franța secolului al XV-lea se spunea le philosophe „filozoful”, se înțelegea „Aristotel”, singurul care era studiat în școli, pe când în prezent „filozoful” nu poate fi o antonomază.

## Comportamentul gramatical al antonomazei
Antonomaza a ajuns să fie și obiect de studiu al lingvisticii mai ales din cauza procesului de lexicalizare a substantivului propriu, care constituie o sursă de îmbogățire a lexicului. Antonomaza substantiv propriu interesează nu numai semantica, lexicologia și lexicografia, ci și gramatica, în măsura în care primește trăsături morfologice și sintactice ca urmare a lexicalizării.
Există mai multe mărci ale transformării din substantiv propriu în substantiv comun.
Una dintre aceste mărci este dobândirea categoriilor gramaticale proprii substantivului comun, precum genul și numărul, dacă ne limităm la o limbă ca franceza.
În franceză, toate numele proprii folosite în antonomază primesc un gen gramatical. În cazul antonomazei metaforice, genul depinde de sexul persoanei în cauză: fr  un Harpagon (masculin), une Pénélope (feminin). Cât privește numele de obiecte și produse provenite din nume proprii, genul acestora nu prezintă o asemenea dependență: du macadam „macadam” (masculin, de la John Loudon McAdam, inginerul care a introdus această îmbrăcăminte rutieră), une poubelle (feminin).
În ceea ce privește numărul, în cazul englezei, limbă în care marca pluralului se aude, aceasta este considerată generală sau chiar obligatorie: Edisons and Marconis may thrill the world with astounding novelties „Este posibil ca Edisonii și Marconi să electrizeze lumea cu noutăți asurzitoare”. În franceză, în general neauzindu-se marca pluralului, ci fiind doar scrisă, există numai recomandări ale gramaticilor, de aceea uneori apare, alteori nu. Ezitarea există mai ales la numele proprii folosite metaforic: les Mécènes, dar Un Auguste aisément peut faire des Virgile „Un Augustus poate face ușor scriitori ca Vergilius” (Nicolas Boileau, Epistola I). În cazul antonomazei metonimice, numele de obiecte și produse, fiind cele mai lexicalizate, primesc toate marca pluralului, dar la numele de autori folosite pentru operele lor există de asemenea ezitare, unele gramatici admițând două forme: J’ai deux Virgile/Virgiles „Am două opere de-ale lui Vergilius”.
O marcă sintactică a substantivului propriu devenit comun este folosirea sa de regulă cu un determinant abstract. Este întotdeauna cazul antonomazei metonimice și în general al celei metaforice: fr  articol hotărât (les Cassandres „Casandrele”), articol nehotărât (un Viêt-nam mental „un Vietnam mintal”), adjectiv demonstrativ (ces Rambos „acești Rambo”), adjectiv posesiv (ma véritable Sorbonne „adevărata mea Sorbonă”), adjectiv nehotărât (aucun Newton de l’informatique „niciun Newton al informaticii”).
O marcă ortografică a lexicalizării substantivului propriu este pierderea majusculei inițiale în scris. În această privință se observă multă ezitare în limba franceză, de exemplu, neexistând reguli precise, ci doar recomandări ale lingviștilor. În general, ezitarea este mai mare în cazul antonomazei metaforice. Se întâlnește, de pildă, un Mécène „un Mecena”, dar și un mécène. În ceea ce priveștea antonomaza metonimică, substantivul format prin ea se scrie mai degrabă cu minusculă: batiste „batist” (țesătură al cărei nume vine de la cel al țesătorului Baptiste Cambray care ar fi fost primul care a realizat-o). Fac excepție numele de autori folosite pentru operele lor, care își păstrează majuscula: Les Raphaëls du Vatican „Picturile lui Rafael de la Vatican”.